# Raspailia mariana
Raspailia mariana är en svampdjursart som först beskrevs av Ridley och Arthur Dendy 1886.  Raspailia mariana ingår i släktet Raspailia och familjen Raspailiidae. Inga underarter finns listade i Catalogue of Life.